# Vogel (Transportgerät)

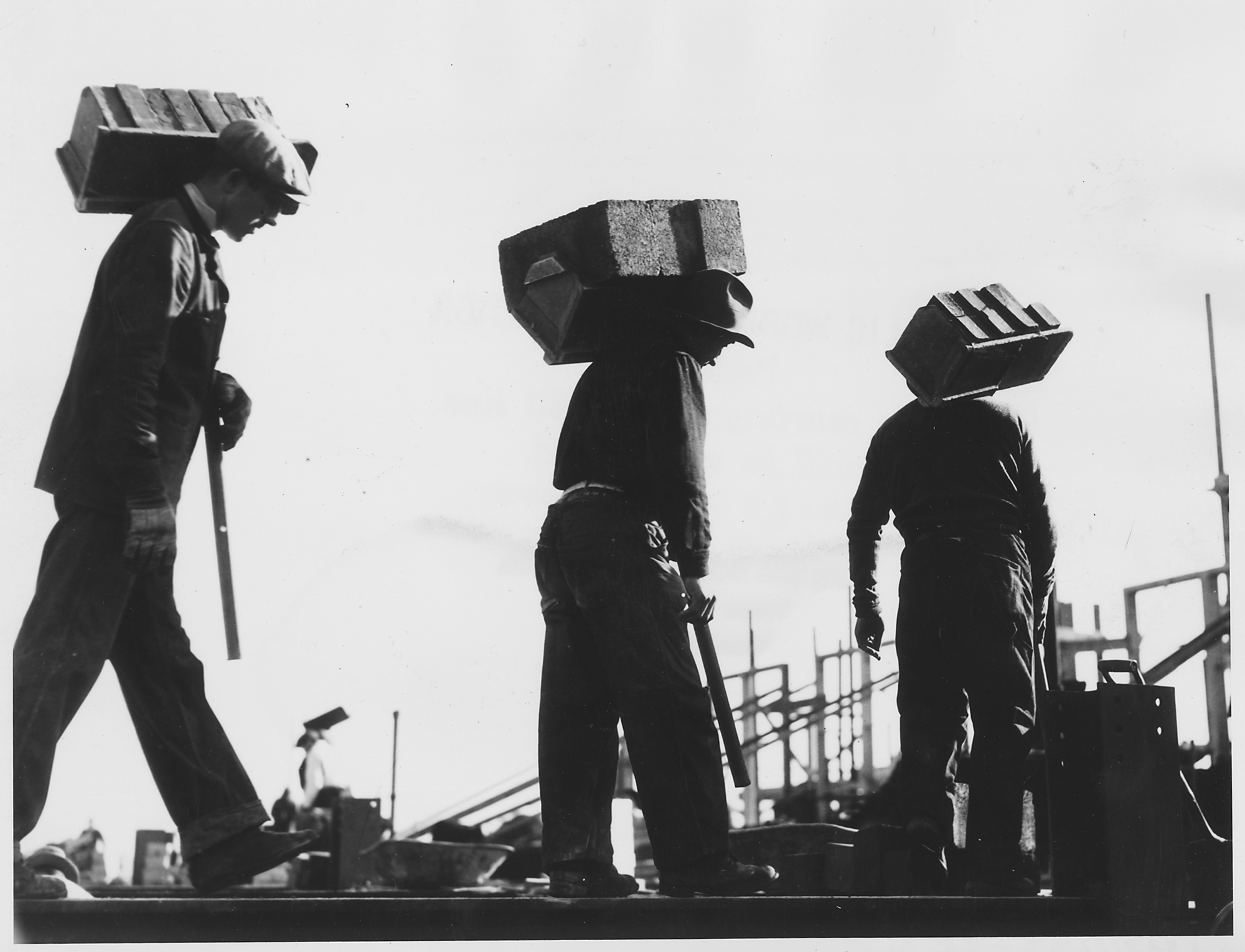
Handlanger tragen Ziegelsteine auf der Baustelle der High School von Teaneck, New Jersey

Ein Vogel ist ein Transportgerät im Bauwesen. In Deutschland bestanden diese Transportbehälter zumeist aus Metall, später auch Kunststoff mit einer rechteckigen Grundfläche und nach außen geneigten Seitenflächen sowie einem Tragegriff. Sie wurden über die Schulter gelegt und dienten dem Transport von Mörtel und Ziegeln innerhalb der Baustelle. Häufig waren auch spezielle Gestelle („Böcke“) in Gebrauch, auf denen der Vogel zum Befüllen in einer Höhe abgestellt werden konnte, die es dem Träger ermöglichte, ihn aufzunehmen, ohne sich tief bücken zu müssen. 
Den Mörtel- und Ziegeltransport innerhalb der Baustellen mit dem Vogel übernahmen ungelernte Kräfte. 
Mit der flächendeckenden Ausstattung der Baustellen mit Kranen wurde die Transportform mithilfe des Vogels überflüssig und Mörtel wird heute in Mörtelwannen und Ziegel in Paletten bis zur jeweiligen Arbeitsstelle gehoben.